# Brutus (New York)
Brutus è un comune degli Stati Uniti d'America, situato nello Stato di New York, nella contea di Cayuga.